# Телефонный план нумерации Беларуси

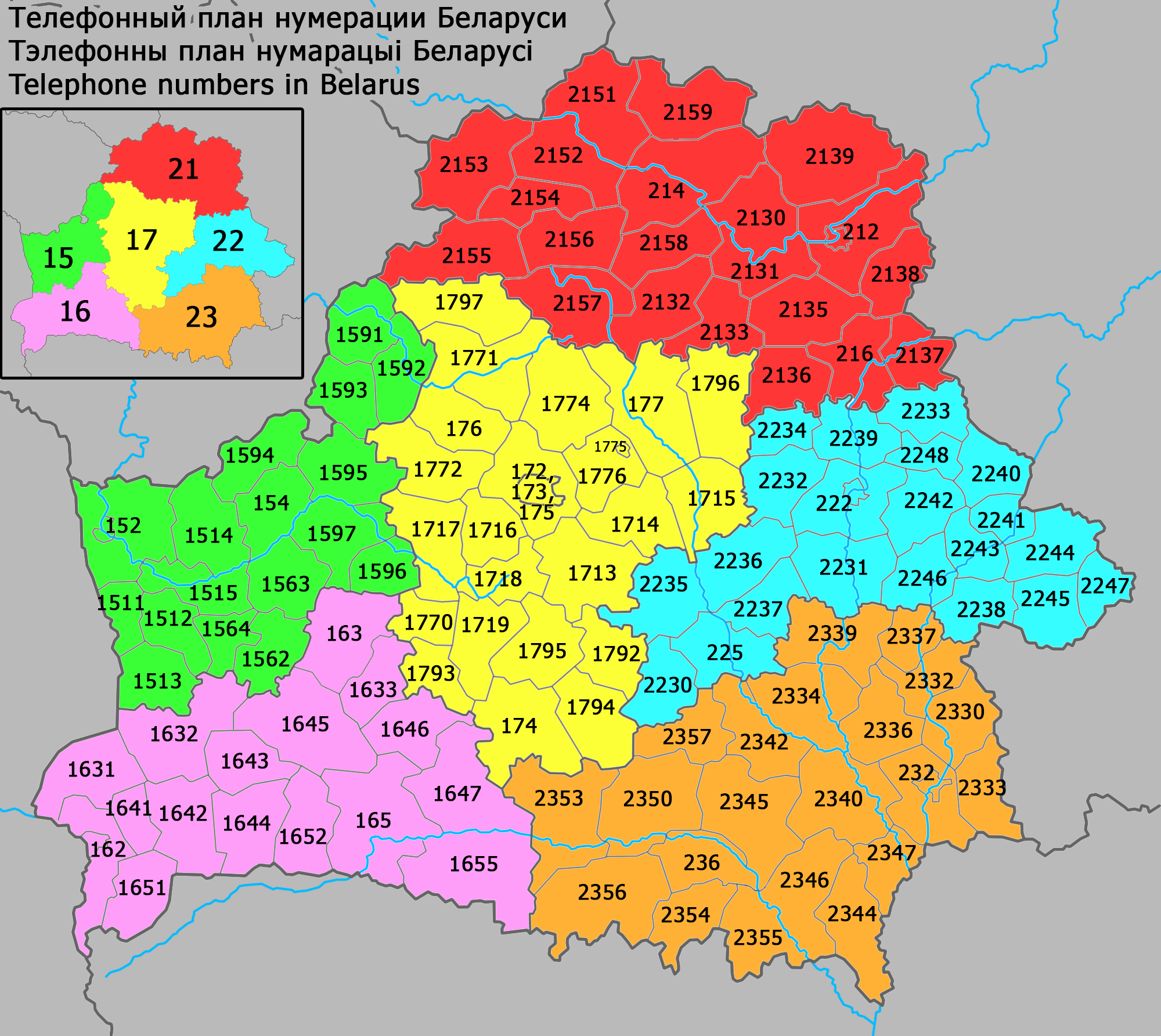

Телефонный план нумерации Беларуси — диапазоны телефонных номеров, выделяемых различным пользователям телефонной сети общего пользования в Беларуси, специальные номера и другие особенности набора для совершения телефонных вызовов. Все международные номера пользователей данной телефонной сети имеют общее начало +375 — называемый префиксом или телефонным кодом страны.

## Географические телефонные коды
Код зоны (области) состоит из двух знаков, затем следует внутризоновый код населённого пункта (района, 1 или 2 цифры), затем номер телефона. Для Минска и Минского района код района отсутствует, а код области — 17. Формат такой: (+375 17 xxx-xx-xx). Таким образом, чтобы определить по номеру, принадлежит ли он абоненту Минска или Минского района, надо определить, соответствуют ли две цифры после кода области (17) какому-либо коду другого района из Минской области. Если не соответствуют, то принадлежит.

### Стационарная (фиксированная) связь

#### Порядок набора
Для всех неместных звонков требуется набрать 8, дождаться гудка (исключение составляют цифровые АТС), 0 для соединений внутри страны и при звонках на мобильные телефоны (исключение — звонки на номера специальных сервисов), либо 10 для международных звонков.

#### 15 —Гродненская область
- 15 1 1 x-xx-xx — Берестовица
- 15 1 2 x-xx-xx — Волковыск
- 15 1 3 x-xx-xx — Свислочь
- 15 1 4 x-xx-xx — Щучин
- 15 1 5 x-xx-xx — Мосты
- 15 2 xx-xx-xx — Гродно
- 15 2 xx-xx-xx — Гродненский район
- 15 4 xx-xx-xx — Лида
- 15 6 2 x-xx-xx — Слоним
- 15 6 3 x-xx-xx — Дятлово
- 15 6 4 x-xx-xx — Зельва
- 15 9 1 x-xx-xx — Островец
- 15 9 2 x-xx-xx — Сморгонь
- 15 9 3 x-xx-xx — Ошмяны
- 15 9 4 x-xx-xx — Вороново
- 15 9 5 x-xx-xx — Ивье
- 15 9 6 x-xx-xx — Кореличи
- 15 9 7 x-xx-xx — Новогрудок

#### 16 —Брестская область
- 16 2 xx-xx-xx — Брест
- 16 2 xx-xx-xx — Брестский район
- 16 3 хx-xx-xx — Барановичи
- 16 3 1 x-xx-xx — Каменец
- 16 3 2 x-xx-xx — Пружаны
- 16 3 3 x-xx-xx — Ляховичи
- 16 4 1 x-xx-xx — Жабинка
- 16 4 2 x-xx-xx — Кобрин
- 16 4 3 x-xx-xx — Берёза
- 16 4 4 x-xx-xx — Дрогичин
- 16 4 5 x-xx-xx — Ивацевичи
- 16 4 6 x-xx-xx — Ганцевичи
- 16 4 7 x-xx-xx — Лунинец
- 16 5 3 x-xx-xx — Пинск
- 16 5 6 x-xx-xx — Пинск
- 16 5 1 x-xx-xx — Малорита
- 16 5 2 x-xx-xx — Иваново
- 16 5 5 x-xx-xx — Столин

#### 17 —Минская область
- 17 2xx-xx-xx — Минск
- 17 3xx-xx-xx — Минск
- 17 5xx-xx-xx — Минский район
- 17 55х-хх-хх — Услуга «минский номер»
- 17 1 3 x-xx-xx — Марьина Горка
- 17 1 4 x-xx-xx — Червень
- 17 1 5 x-xx-xx — Березино
- 17 1 6 x-xx-xx — Дзержинск
- 17 1 7 x-xx-xx — Столбцы
- 17 1 8 x-xx-xx — Узда
- 17 1 9 x-xx-xx — Копыль
- 17 4 2x-xx-xx — Солигорск
- 17 6 xx-xx-xx — Молодечно
- 17 7 7x-xx-xx — Борисов
- 17 7 9x-xx-xx — Борисов
- 17 7 0 x-xx-xx — Несвиж
- 17 7 1 x-xx-xx — Вилейка
- 17 7 2 x-xx-xx — Воложин
- 17 7 4 x-xx-xx — Логойск
- 17 7 5 x-xx-xx — Жодино
- 17 7 6 x-xx-xx — Смолевичи
- 17 9 2 x-xx-xx — Старые Дороги
- 17 9 3 x-xx-xx — Клецк
- 17 9 4 x-xx-xx — Любань
- 17 9 5 x-xx-xx — Слуцк
- 17 9 6 x-xx-xx — Крупки
- 17 9 7 x-xx-xx — Мядель

#### 21 —Витебская область
- 21 2 xx-xx-xx — Витебск
- 21 2 xx-xx-xx — Витебский район
- 21 3 0 x-xx-xx — Шумилино
- 21 3 1 x-xx-xx — Бешенковичи
- 21 3 2 x-xx-xx — Лепель
- 21 3 3 x-xx-xx — Чашники
- 21 3 5 x-xx-xx — Сенно
- 21 3 6 x-xx-xx — Толочин
- 21 3 7 x-xx-xx — Дубровно
- 21 3 8 x-xx-xx — Лиозно
- 21 3 9 x-xx-xx — Городок
- 21 4 хx-xx-xx — Полоцк
- 21 4 хx-xx-xx — Новополоцк
- 21 5 1 x-xx-xx — Верхнедвинск
- 21 5 2 x-xx-xx — Миоры
- 21 5 3 x-xx-xx — Браслав
- 21 5 4 x-xx-xx — Шарковщина
- 21 5 5 x-xx-xx — Поставы
- 21 5 6 x-xx-xx — Глубокое
- 21 5 7 x-xx-xx — Докшицы
- 21 5 8 x-xx-xx — Ушачи
- 21 5 9 x-xx-xx — Россоны
- 21 6 хx-xx-xx — Орша

#### 22 —Могилёвская область
- 22 2 xx-xx-xx — Могилёв
- 22 2 xx-xx-xx — Могилёвский район
- 22 3 0 x-xx-xx — Глуск
- 22 3 1 x-xx-xx — Быхов
- 22 3 2 x-xx-xx — Белыничи
- 22 3 3 x-xx-xx — Горки
- 22 3 4 x-xx-xx — Круглое
- 22 3 5 x-xx-xx — Осиповичи
- 22 3 6 x-xx-xx — Кличев
- 22 3 7 x-xx-xx — Кировск
- 22 3 8 x-xx-xx — Краснополье
- 22 3 9 x-xx-xx — Шклов
- 22 4 0 x-xx-xx — Мстиславль
- 22 4 1 x-xx-xx — Кричев
- 22 4 2 x-xx-xx — Чаусы
- 22 4 3 x-xx-xx — Чериков
- 22 4 4 x-xx-xx — Климовичи
- 22 4 5 x-xx-xx — Костюковичи
- 22 4 6 x-xx-xx — Славгород
- 22 4 7 x-xx-xx — Хотимск
- 22 4 8 x-xx-xx — Дрибин
- 22 5 xx-xx-xx — Бобруйск

#### 23 —Гомельская область
- 23 2 xx-xx-xx — Гомель
- 23 2 xx-xx-xx — Гомельский район
- 23 3 0 x-xx-xx — Ветка
- 23 3 2 x-xx-xx — Чечерск
- 23 3 3 x-xx-xx — Добруш
- 23 3 4 x-xx-xx — Жлобин
- 23 3 6 x-xx-xx — Буда-Кошелёво
- 23 3 7 x-xx-xx — Корма
- 23 3 9 x-xx-xx — Рогачёв
- 23 4 0 x-xx-xx — Речица
- 23 4 2 x-xx-xx — Светлогорск
- 23 4 4 x-xx-xx — Брагин
- 23 4 5 x-xx-xx — Калинковичи
- 23 4 6 x-xx-xx — Хойники
- 23 4 7 x-xx-xx — Лоев
- 23 5 0 x-xx-xx — Петриков
- 23 5 3 x-xx-xx — Житковичи
- 23 5 4 x-xx-xx — Ельск
- 23 5 5 x-xx-xx — Наровля
- 23 5 6 x-xx-xx — Лельчицы
- 23 5 7 x-xx-xx — Октябрьский
- 23 6 xx-xx-xx — Мозырь

#### НумерацияISDN
Сеть ISDN — цифровая сеть с интегральным обслуживанием (ЦСИО) — это сеть, обеспечивающая полностью цифровые соединения между оконечными устройствами для поддержания широкого спектра речевых и информационных услуг.
- 17 210-xx-xx — Минск
- 17 211-xx-xx — Минск
- 17 217-xx-xx — Минск
- 17 210-3x-xx — Брест
- 17 210-6x-xx — Витебск
- 17 210-7x-xx — Гомель
- 17 210-8x-xx — Гродно
- 17 210-9x-xx — Могилёв

#### МНТС, АМТС, МНТС-1, МНТС-2
- 13 — Заказные и справочные службы МНТС и АМТС
- 14 — Заказные и справочные службы МНТС и АМТС
- 18 — Заказные и справочные службы МНТС и АМТС
- 20 — МНТС-1
- 24 — МНТС-2

#### НумерацияSIP
SIP-телефония в Республике Беларусь предоставляется только в сетях фиксированной связи.
- 740 740-9x-xx — НЦОТ

По SIP-протоколу, но только в собственной фиксированной сети связи, могут предоставлять услуги телефонии мобильные операторы А1, МТС, life:) и Белтелеком.

## Негеографические телефонные коды

### Мобильная (сотовая) связь

#### Порядок набора
При наборе номеров в сетях мобильной связи действуют те же правила, что и в сетях фиксированной связи. В дополнение к этому:
- для внутрисетевых звонков достаточно набрать 7-значный номер xxx xx xx.
- абоненты МТС для звонков в Минск могут набирать #xxx xx xx, а для звонков в областной центр области, на территории которой находится абонент, могут набирать #xx xx xx.
- внутри страны как с мобильных, так и с городских телефонов номеров можно также набирать в междугороднем формате
  - 8-025 xxx xx xx;
  - 8-029 xxx xx xx;
  - 8-033 xxx xx xx;
  - 8-044 xxx xx xx.
- абоненты А1 для звонков внутри страны могут использовать префикс 0 (например, 0-код города/оператора-номер абонента), а для международного набора — префикс 00 (например, 00-код страны-код города/оператора-номер абонента)[1].

#### Номера операторов
- +375 24 xxx xx xx — Белтелеком (Максифон)
- +375 25 xxx xx xx — life:)
- +375 29 1xx xx xx — А1
- +375 29 2xx xx xx — МТС
- +375 29 3xx xx xx — А1
- +375 29 4xx xx xx — Diallog (до 24 января 2014 г.)
- +375 29 5xx xx xx — МТС
- +375 29 6xx xx xx — А1
- +375 29 7xx xx xx — МТС
- +375 29 8xx xx xx — МТС
- +375 29 9xx xx xx — А1
- +375 33 xxx xx xx — МТС
- +375 44 xxx xx xx — А1

После введения в Беларуси услуги «Перенос номера» по коду уже нельзя точно определить мобильного оператора, которому принадлежит номер.

#### Коды 6xx, 7xx, 8xx, 9xx
- 600 xxx — Коммутируемый доступ к Интернету
  - 100 — Беспарольный доступ (до 1 февраля 2017 г.)
  - 200 — Парольный доступ (до октября 2015 г.)
- 601 — Сеть универсальной персональной радиосвязи
- 602 — Услуги Аудиотекс
- 604 — Сеть ГУ «Главное хозяйственное управление Управления Делами президента Республики Беларусь»
- 606 100 1111 — Доступ к Интернету по картам предоплаты
- 777 — Универсальная почта (услуга закрыта с 15.04.2016)
- 800 — Бесплатный вызов Direct Call
- 801 — Бесплатные справочно-информационные службы «Зелёный номер»
- 803 — Интерактивные опросы без выставления счёта абонентам
- 805 — Услуги интеллектуальной платформы
- 810 — Интерактивные опросы с выставлением счёта абонентам
- 820 — Международный бесплатный вызов (IFS)
- 896 — Коммутируемый доступ к Банковскому процессинговому центру
- 902 — Платные справочно-информационные службы

## Короткие номера

### Экстренные службы
- 101, 112 — пожарная аварийно-спасательная служба
- 102 — милиция
- 103 — скорая медицинская помощь
- 104 — аварийная служба газовой сети
- 112 — единый номер вызова экстренных оперативных служб

### Бесплатные службы
- 106 — информация о расписании авиарейсов и тарифах Белавиа, бронирование авиабилетов
- 108 — центр технической поддержки услуг Белтелекома
- 110 — контакт-центр портала электронных счетов-фактур[3]
- 111 — медицинский центр «ЛОДЭ»
- 112 — единый номер вызова экстренных оперативных служб
- 113 — горячая линия по безопасной миграции
- 115 — контакт-центр ЖКХ
- 116 — эвакуация автотранспорта
- 117 — приём объявлений в газету «Автобизнес-Экспресс»
- 120 — справочно-информационная служба Белгазпромбанка
- 121 — диспетчерская служба Белтелекома
- 123 — телефонный центр обслуживания клиентов Белтелекома
- 124 — заказ бытовых услуг
- 125 — диспетчерская служба Белдорсвязь
- 127 — телефон доверия КГБ Республики Беларусь
- 128 — справочно-информационная служба по оказанию страховых услуг
- 130 — телефонный центр обслуживания клиентов Белтелекома
- 131 — справочная служба по оказанию платных медицинских услуг
- 136 — справочно-информационная служба Белагропромбанка
- 137 — экстренная помощь по открытию замков автомобилей, гаражей, квартир, офисов, сейфов, складских помещений
- 138 — услуги клиентской поддержки автомобилей Geely
- 140 — консультации по вопросам оформления ДТП без вызова ГАИ[4]
- 141 — контакт центр системы АИС «Расчет» (ЕРИП)
- 143 — горячая линия «Спорт-пари»
- 144 — диспетчерская служба Белэнерго
- 145 — Государственный пограничный комитет Республики Беларусь
- 146 — справочно-информационная служба Белинвестбанка
- 147 — справочно-информационная служба Беларусбанка
- 148 — справочно-информационная служба БПС-Сбербанка
- 150 — справочно-информационная служба А1
- 151 — бронирование мест на поезда
- 153 — единая справочная служба телефонных кодов
- 154 — справочно-информационная служба Белпочты
- 159 — консультирование пациентов по перечню услуг, их стоимости, запись на прием в «Медицинский центр Нордин»
- 164 — справочная информация для абонентов Белтелеком по сумме к оплате за услуги электросвязи
- 171 — справочно-информационная служба Паритетбанка
- 173 — ритуальные услуги
- 174 — справочно-информационная служба интернет-оператора «Деловая сеть»[5]
- 180 — справочно-информационная служба по наличию лекарственных средств в коммерческих аптеках
- 186 — справочно-информационная служба Банка Дабрабыт
- 189 — справочно-информационная служба Министерства по налогам и сборам Республики Беларусь
- 193 — колл-центр электронной торговой площадки[6]
- 198 — справочно-информационная служба Альфа-банка
- 199 — информация о номерах телефонов аварийных, специальных и медицинских служб